# Myopias loriai
Myopias loriai är en myrart som först beskrevs av Carlo Emery 1897.  Myopias loriai ingår i släktet Myopias och familjen myror. Inga underarter finns listade i Catalogue of Life.